# パラセ・ルシア
パラセ・ルシア（Parace L'sia）は、悠紀エンタープライズ開発の2D対戦型格闘ゲーム『アルカナハート』シリーズに登場する架空の人物。
担当声優は小野涼子。

## キャラクター設定
『すっごい！アルカナハート2 〜転校生 あかねとなずな〜』で追加された隠しボスで、CPU専用キャラクター。ストーリーモードでは通常はデモ画面で登場するのみだが、最終ボスのアンジェリア・アヴァロン（アンジェリア使用時は朱鷺宮神依）戦も含む全キャラクターに1本も取られずに勝ち続けると隠しボスとして登場する。
Xbox 360/PS3版『アルカナハート3』のスコアアタックモードでは最終ボスとして登場する。
AC版/PS3版『アルカナハート3 LOVEMAX!!!!!』ではトライアルモードの☆10のゴールドで登場する。

## 人物
ロングストレートの白髪とエルフのような長い耳、褐色肌に長いマントと白いチュニックという露出度の高い服を着用している。私服は黒いベルベットスカートと赤いシャツの上に白衣を着用し、眼鏡を掛けている。
聖霊界でも指折りの実力を持つ錬金術師であり、医師でもある。ルネサンス期に活躍した錬金術師が死後も研究を続けた末に聖霊になったと言われており、自らを「命のアルカナ」と称している。
思索を巡らせることを好むなど典型的な学者肌の人物だが、物事を倫理的に考えることを苦手としており、善悪の基準が極めて曖昧。また、生命そのものに尋常でない執着心を持っており、無気力にその日をダラダラと暮らしているような人間に強い嫌悪感を抱いている。
鉱物や魔石の収集と精錬がライフワークで、過去に何度か物質界にやってきて素材の探索と収集を行っているが、上記のように倫理観に乏しいために様々な騒動や事件を起こしており、神依に何度か追い返されたことがある。リリカ・フェルフネロフの父であるライゼル・フォン・フェルフネロフ公とは共同で研究を行っていた時期があった。また、クラリーチェ・ディ・ランツァとは彼女が魔族であった頃からの知己である。
聖霊のままでは物質界に干渉することができないため、物質界へ来るときは仮初めの身体を作る自作のバングルを利用し、次元の歪みを通り抜けて来訪している。作中で登場する身体も仮初めのものだが、全キャラクター中、最もグラマラスな肢体となっている。
あるときアンジェリアが企てた計画と、それを阻止するべく奮闘する聖女達が現れたことに興味を抱き、彼女達の強靭な生命力を試し、あわよくばその命を手中に収めるため、四大元素を封じ込めた魔石「ラピス」を武器に使い、計画の阻止を果たした聖女に戦いを挑んでくる。

## キャラクターの特徴
隠しボスだけあって桁外れの強さを持っている。
高威力の必殺技や多数の状態変化技に加えて、パワーゲージ（アルカナゲージ）の上昇率が異常なまでに高く、超必殺技を頻繁に発動してくることもある。なお、防御力は全キャラクター中最低クラスであるものの、ダメージを与えてもアルカナの属性効果で体力が徐々に回復してしまうため、プレイヤー側は激しい攻撃を掻い潜りながら高威力の連続技などを決めていく必要がある。
技の中には、画面の端から端まで瞬時に届いて中下段によるガードの二者択一を迫る技や、体力を減らす「毒」、「レバー方向を逆にする＋ボタン配置がランダム変更」、「強制的にスーパーアーマー状態にしてガードを封じる」など、数々の状態異常を一度に与えてくる攻撃を持つ。また、通常の攻撃の威力も凄まじいまでに高く、致命的なダメージを与えるクリティカルハートも使用してくる。

## 技の解説

### 必殺技
初代『アルカナハート』のミルドレッド・アヴァロンと同様、様々なアルカナと同様の技を使いこなす。オリジナルとは異なり、全ての技に発生保障があるため、例えば「要石」では岩の出現前に攻撃を当ててもそのまま石が落ちてくるようになっている。この他、風のアルカナ テンペスタスの「スクトゥム」と同様のガードキャンセル技をホーミングゲージ消費なしで使う。
フォイエル
火のアルカナ ランゴンの「火仙弋」と同様の技。空中でも使用可能。
ヴァッサー
水のアルカナ ニプトラの「カタラクタ」と同様の技。空中でも使用可能。
ルフト
風のアルカナ テンペスタスの「シキリス」と同様の技。空中でも使用可能。
エルデ
土のアルカナ オホツチの「要石」と同様の技。空中でも使用可能。
シャオム
ニプトラの「ニトルム」と同様の技。パラセの場合はパワーゲージ（アルカナゲージ）消費なしで使用する。

### 超必殺技
全て自分が地上にいる場合のみ使用可能。
フォルゲレアアクツィオン
「ニトルム」で相手を掴み、テンペスタスの「ヴェルテクス」を2回、ランゴンの「轟天焦」、オホツチの「開地門 殺気道」を連続で繰り出す投げ技。「ニトルム」のダメージエフェクトは「轟天焦」の直前に出る。密着時に使用する可能性があり、見てからジャンプで避けることは不可能なため、ガード崩しやジャンプ防止などに注意が必要となる。
レーベンスゲファール
4種のラピスを相手の真下から回転させながら上昇させる。ヒットすると相手は巻き込まれるようにして画面外まで打ち上げられる。威力が高い上、技後にパワーゲージ（アルカナゲージ）が残っている場合は高確率で「フェルトラーガ・ザラマンダー」や「シュタイン・デア・ヴァイゼン」に繋げてくるため注意が必要となる。なお、鏡のアルカナ ヘリオガバルスの「ファンタシア」をパラセ相手に使用するとこの技が発動する。
フェルトラーガ・ザラマンダー
相手の前後上下の4か所から「轟天焦」の爆発を発生させる。位置にもよるがたいてい4つ当たり、もともとかなり高威力の「轟天焦」が4つ分（＝実質ダメージ4倍）となる。プレイヤーが飛び道具を使用するなど、遠距離で何らかの行動をとった際にカウンターで繰り出すことがあり、この場合はカウンターヒットとなるため、即死級の威力まで跳ね上がる。
フェルトラーガ・ウンディーネ
自身の前後に4本ずつの「カタラクタ」を発生させる。長時間ガードさせられる上にパラセ本体はすぐ行動可能となるため、「カタラクタ」の効果で遅延化(slow down)しているプレイヤーはガードを揺さぶられやすくなる。
フェルトラーガ・ジルフェ
自身の前方に一定距離ごとに「ヴェルテクス」を1つずつ、計4つ発生させる。設置の間隔はやや離れているため、攻撃範囲は広い。下手に攻撃しようとするとガードされてそのまま落下→ヒットで打ち上げとなるため注意。また、オリジナルの「ヴェルテクス」より持続時間が長い点にも注意が必要となる。
フェルトラーガ・グノーム
自身の目の前にオホツチの「開天府 滅鬼陣」を4本発生させ、相手を押し潰す。オリジナルの「開天府 滅鬼陣」とは異なり、相手の位置をサーチすることはない。

### クリティカルハート
パラセのクリティカルハートは、例外的に所持ゲージを必ず全て消費する。
エリクシーア
ラピスを合成させた黄色い結晶体に自ら籠り、パワーゲージ（アルカナゲージ）を高速で最大まで上昇させ、体力の回復速度を上げる。結晶体は攻撃を加えることで小さくなり、破壊することも可能。所持ゲージが満タンになるか、破壊された時点で終了する。また、魔のアルカナ ディウー・モールの「ミルワール」ならば即座に回復を止めることもできる。クリティカルハート扱いだが、所持ゲージが1本でも溜まっていれば使用可能。
シュタイン・デア・ヴァイゼン
相手の真上から地面まで届く光を放ち、これがヒットすると相手をロックして青い結晶体に閉じ込め、粉砕して大ダメージを与える。プレイヤーキャラクターやアルカナの種類にもよるが、単発で即死級のダメージを与えるほか、連続技に組み合わせても使用してくる。ガードは可能だが、初代『アルカナハート』のミルドレッドが使う「神の息吹を受けよ。」と同様に発生が1フレームのため、回避は無敵時間を使用しない限りは不可能に近い。

## 契約アルカナ
命のアルカナ パラセルシア (Paracelsia)
彼女自身が聖霊で、さらに「命のアルカナ」と名乗っているため、契約しているのは自分自身であり、名前も「パラセ・ルシア」から「パラセルシア」になっている。
通常攻撃として「轟天焦」、「ヴェルテクス」と同様の技を持つ。この他、自身が受けた特定の状態異常を回復する技を持つ。

### 属性効果
シルト
相手の攻撃でカウンターヒットになることがなくなる。
フェストゥンク
相手の攻撃による削りダメージがなくなる。
レゲネラツィオン
体力とパワーゲージ（アルカナゲージ）が自動的に増加する。

### アルカナ必殺技
アネステズイ
青白い剣のような弾を発射する。ある程度の追尾性能があり、ヒットした相手を長く硬直させる。空中でも使用可能。
シュヴィンデル
ラピスのうちの一つを突き出した手の前で破裂させて赤い光を放ち、ヒットした相手に混乱(confuse)の特殊効果を与える。混乱した相手はリーゼロッテ・アッヒェンバッハの「緋の瞳のレーツェル」と同様、レバー入力反転状態となる。
フェアヴィルン
ラピスのうちの一つを突き出した手の前で破裂させて青い光を放ち、ヒットした相手に混乱(confuse)の特殊効果を与える。混乱した相手はボタン配置がランダムに変更された状態となる。

### アルカナ超必殺技
シュタルケ・アルツナイ
「アネステズイ」の強化版で、巨大な剣型の弾を発射する。ヒットすると相手の中心に赤いマークが発生し、バーサーク(berserk)の特殊効果を与える。ヒット時に1秒（カウンターヒット時は2秒）のヒットストップがある。バーサークの効果時間は10秒間（約6カウント）で、効果中は強制的にスーパーアーマー状態となり、この状態ではいくら攻撃を受けてもダメージを受けないが、スーパーアーマー解除と同時に一定ダメージ＋それまでに喰らったダメージを一括で与えられ、壁まで吹き飛ばされる。ヒット数補正などが入らないため、気づいたときには瀕死、もしくはK.O.しているということになりやすい。
スヒツォフレニイ
ラピスを連続で破裂させ、赤→青→緑→黄の順に光を放つ。この攻撃はそれぞれが相手の座標で発生するため回避は不可能。また、初段がヒットするとその後も強制ヒットする。ヒットした相手はレバー入力反転状態、ボタン配置ランダム変更、毒(poison)、遅延化の各種状態異常を全て受ける。ダウン追い討ち中にヒットしてもダウン回避は可能だが、ボタン配置ランダム変更の混乱付与によってどのボタンがダウン回避に対応するのかがわからなくなるため、実質4種全てヒットすることになる。ガード時はガード硬直中に次の色の攻撃が始まるため、全段強制ガードになる。